# Haloragis foliosa
Haloragis foliosa är en slingeväxtart som beskrevs av George Bentham. Haloragis foliosa ingår i släktet Haloragis och familjen slingeväxter. Inga underarter finns listade i Catalogue of Life.